# 塔納縣

塔納縣在馬哈拉施特拉邦的位置

塔納縣（Thane district）是印度馬哈拉施特拉邦的一個縣，位於該國西部，面積9,558平方公里，每年平均降雨量2,293毫米，2011年人口11,060,148，人口密度每平方公里1,157人。

## 歷史

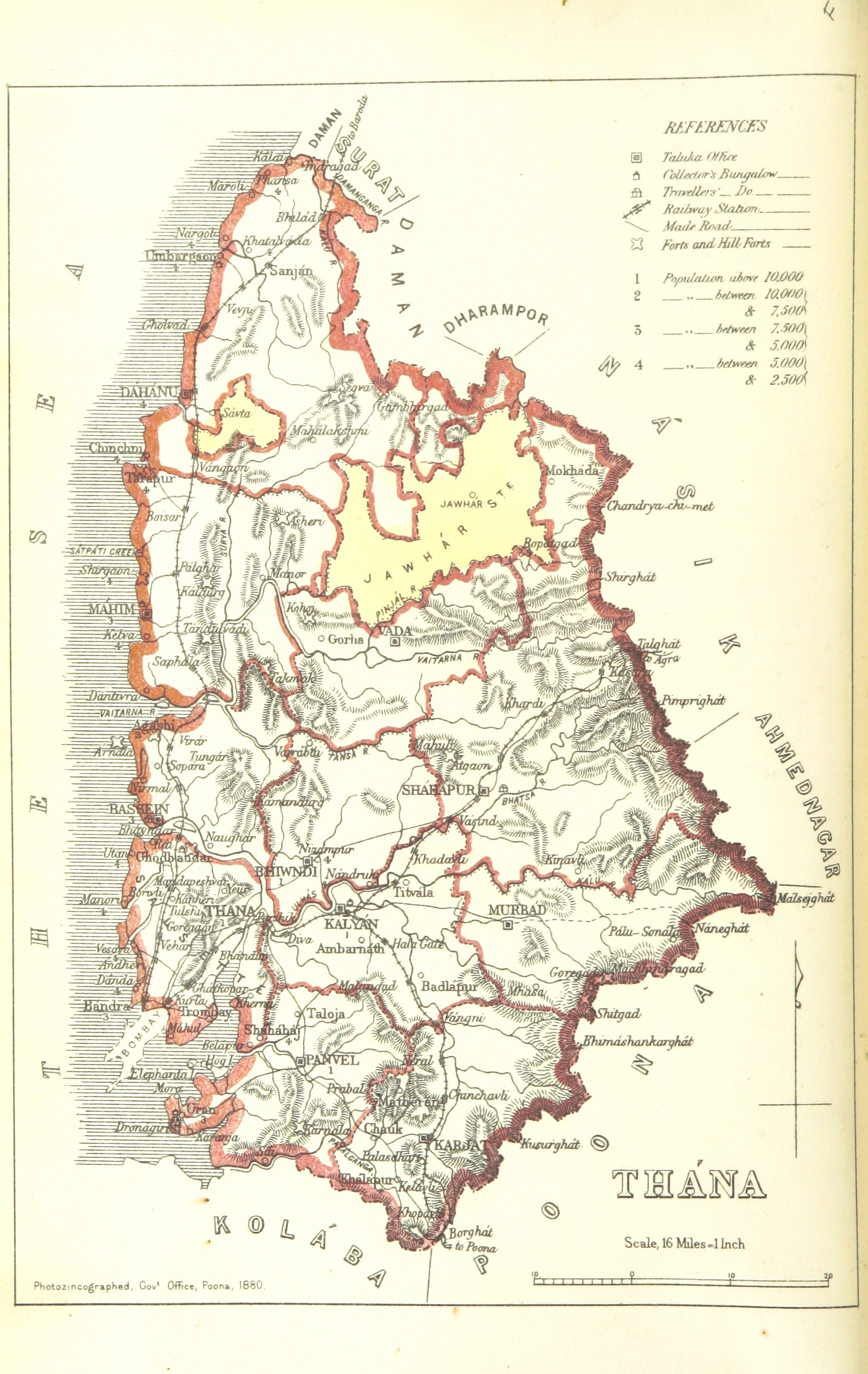
1896年

1817年，英國人從馬拉塔帝國的佩什瓦手中接管了現今塔納縣的領土，並成為北康坎區的一部分，其行政中心設在塔那。從那時起，它的轄域發生了相當大的變化。

## 地理

### 河流
流經該地區的兩條主要河流是Ulhas和Vaitarna。該地區建有向孟買供水的人工湖。該地區的幾個溫泉水溫在42°-55°C。

## 氣候
沿海地區夏季的每日平均最高溫度為32.9°C，冬季的平均每日最低溫度為16.8°C。

## 外部連結
- Thane District website
- Shree Gajanan Maharaj Mandir located in Kanhor, Badlapur, Thane District, Home Page （页面存档备份，存于）,
- Thane District e-gazetteer （页面存档备份，存于）